# 35 Cancri
35 Cancri, som är stjärnans Flamsteed-beteckning, är en ensam stjärna, belägen i den mellersta delen av stjärnbilden Kräftan. Den har en skenbar magnitud av ca 6,55 och kräver åtminstone en handkikare för att kunna observeras. Baserat på parallax enligt Gaia Data Release 2 på ca 5,2 mas, beräknas den befinna sig på ett avstånd på ca 630 ljusår (ca 193 parsek) från solen. Den rör sig bort från solen med en heliocentrisk radialhastighet på ca 35 km/s och ingår i den öppna stjärnhopen Praesepe (Messier 44).

## Egenskaper
35 Cancri är en gul till vit underjättestjärna av spektralklass G0 III. Den har en massa som är ca 1 solmassa, en radie som är ca 1 solradie och utsänder från dess fotosfär ca 77 gånger mera energi än solen vid en effektiv temperatur av ca 6 000 K.
35 Cancri roterar relativt snabbt, vilket ger den en något tillplattad form med en ekvatorialradie som är 5 procent större än polarradien. Den har en projicerad rotationshastighet på 99 km/s och en rotationsperiod på 0,5 dygn. Rotationen förväntas minska avsevärt när stjärnan expanderar till en jättestjärna.